# Emil Herrmann
Emil Herrmann (Drezda, 1812. április 9. – Gotha, 1885. április 16.) német egyházjog-tudós.

## Élete
Lipcsében, ahol a jogot hallgatta, 1834-ben nyert tanári képesítést, 1836-ban rendkivüli, 1842-ben rendes tanár lett Kielben, 1847-ben Göttingenben, 1868-ban Heidelbergben. 1872-ben Berlinben az evangélikus főegyház tanácselnöke lett, és mint ilyen a porosz evangélikus egyház érdekében több üdvös reformot vitt keresztül. Az ortodoxok szenvedélyes támadásai következtében 1877-ben letette hivatalát és Heidelbergbe, majd Gothába vonult vissza.

## Művei
- Johann Freiherr von Schwarzenberg (Lipcse, 1841)
- Über die Stellung der Religionsgemeninschaften im Staat (1849)
- Zur Beurtheilung des Entwurfs der Badischen Kirchenverfassung (1861)
- Über den Entwurf einer Kirchenordnung für die sächsische Landeskirche (1861)
- Die nothwendigen Grundlagen einer die consistoriale und synodate Ordnung vereinigenden Kirchenverfassung (1862)
- Grundriss zu Vorlesungen über das deutsche Strafrecht (Berlin, 1871)
- Das staatliche Veto bei Bischofswahlen (Heidelberg, 1869)